# Кведа Клдеєті
Кведа Клдеєті (груз. ქვედა კლდეეთი) — село в Грузії.
За даними перепису населення 2014 року в селі проживає 525 особи.